# Cacosternum striatum
Cacosternum striatum es una especie  de anfibios de la familia Ranidae.

## Distribución geográfica
Se encuentra en Lesoto, Sudáfrica y, posiblemente, Mozambique y Suazilandia.  

## Estado de conservación
Se encuentra amenazada de extinción por la pérdida de su hábitat natural.